# باشگاه فوتبال تیلبوری
باشگاه فوتبال تیلبوری (به انگلیسی: Tilbury Football Club) یک باشگاه فوتبال در شهر تیلبوری، کشور انگلستان است که در سال ۱۹۰۰ میلادی تأسیس شده‌است.